# The Banjo Lesson
The Banjo Lesson (litt. La leçon de banjo) est une peinture à l'huile de genre réalisée en 1893 par le peintre afro-américain Henry Ossawa Tanner.
Cette peinture présente des éléments du réalisme américain et de l'impressionnisme français. Elle représente deux Afro-Américains dans un cadre domestique modeste : un vieil homme noir apprend à un jeune garçon — peut-être son petit-fils — à jouer du banjo. Il est détenu par l'université de Hampton depuis 1894.

## Description
Le tableau mesure 124,46 × 90,17 cm. Tanner subvertit les images stéréotypées de ménestrels noirs joyeux et caricaturaux jouant du banjo et dansant, ainsi que les clichés de la musicalité innée des Noirs, en dépeignant au contraire un « véritable partage de la tradition culturelle noire » dans une scène domestique calme et sentimentale où une génération transmet son savoir et instruit une autre,.
La scène de genre est basée sur une illustration que Tanner a réalisée pendant son séjour aux États-Unis, pour la nouvelle Uncle Tim's Compromise on Christmas de Ruth McEnery Stuart (en), publiée en décembre 1893 dans Harper's Young People (en). Dans l'histoire, un vieil homme (le vieux Tim) donne son banjo, son seul bien de valeur, au garçon (le petit Tim) comme cadeau de Noël, et le compromis était qu'ils le partageraient. « La seule chose au monde que le vieil homme tenait pour une possession personnelle était son vieux banjo. C'était la seule chose sur laquelle le petit garçon comptait comme un bien précieux pour l'avenir, et souvent, à toute heure du jour ou de la nuit, on pouvait voir le vieux Tim assis devant la cabane, ses bras autour du garçon, qui se tenait entre ses genoux, tandis que, les yeux fermés, il faisait courir ses doigts desséchés sur les cordes, choisissant les airs qui rappelaient le mieux les histoires d'autrefois qu'il aimait raconter à l'oreille du petit garçon. Et parfois, en tenant fermement le banjo, il invitait le petit Tim à essayer ses petites mains sur les cordes. »
Le tableau représente un vieil homme aux cheveux gris, assis sur une chaise dans sa maison peu meublée, avec le garçon debout devant lui, entre ses jambes écartées, tenant l'instrument de musique. Tous deux observent l'enfant qui pince soigneusement les cordes d'une main, tout en tenant un accord de l'autre main ; le poids de l'instrument est supporté par l'homme.

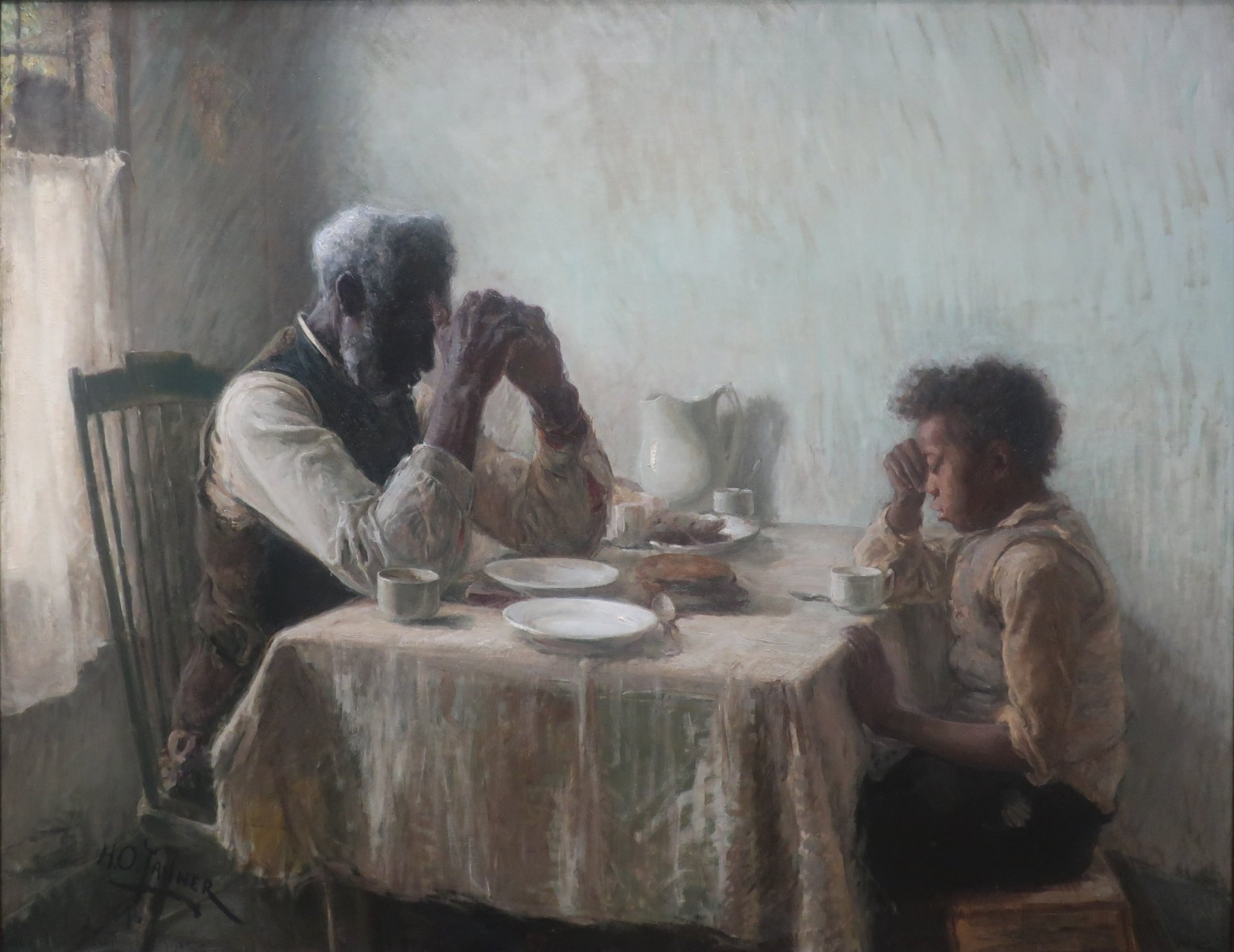
The Thankful Poor (1894, coll. priv. Fondation Art Bridges, Bentonville (États-Unis).

À l'arrière-plan, de la vaisselle et une miche de pain sont posées sur une table ou un buffet, avec quelques petits tableaux sur le mur nu, une deuxième chaise et un manteau accroché à côté d'une étagère. Au premier plan, on trouve du bois d'allumage et des récipients de cuisson sur le sol nu. La scène est éclairée de deux directions : une lumière froide et bleutée provenant d'une fenêtre à gauche et une lumière jaune plus chaude provenant d'une cheminée à droite, toutes deux invisibles. La palette de couleurs est dominée par des tons humbles et terreux, noirs, gris et bruns, blancs et jaunes. Le cadre est humble mais pas appauvri : il y a un plancher en bois et non de la terre nue, et les murs sont enduits et décorés de deux tableaux et non de bois nu ; la table a une nappe propre. Les deux sujets sont similaires à ceux du tableau de Tanner de 1894, The Thankful Poor, qui représente le vieil homme et le jeune garçon assis à une table, priant avant un repas. Les deux tableaux sont basés sur des photographies mises en scène que Tanner a prises à Atlanta (Géorgie),.
Farisa Khalid établit des parallèles explicites avec plusieurs tableaux de vieux maîtres, notamment le Portrait d'un vieillard et d'un jeune garçon de Domenico Ghirlandaio (vers 1490) et La Femme au luth de Johannes Vermeer (vers 1662-1663), ainsi qu'avec des œuvres paysannes plus contemporaines de Jean-François Millet, comme son tableau L'Angélus de 1857-1859. Judith Wilson affirme que Tanner a « levé ce que Du Bois appellerait « le voile de la race » pour donner au public un regard intérieur sans précédent sur la culture afro-américaine ».

## Contexte

### Henry Ossawa Tanner

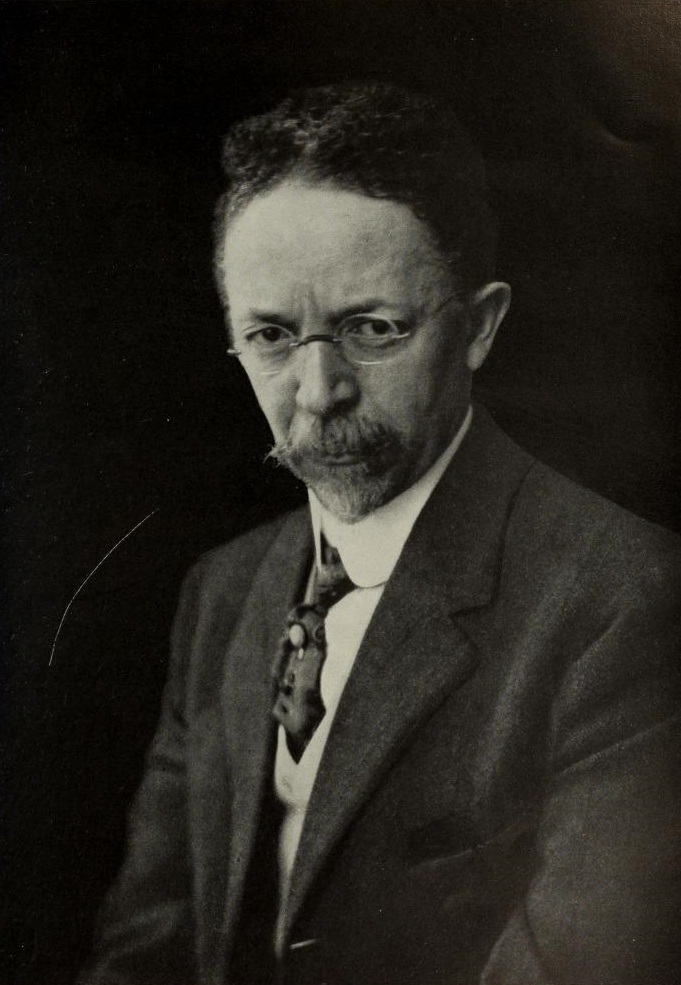
Henry Ossawa Tanner en 1909.

Henry Ossawa Tanner est né à Pittsburgh en 1859 et a grandi à Philadelphie. Sa mère est née esclave en Virginie et s'est échappée par le chemin de fer clandestin ; son père, Benjamin Tucker Tanner (en), était un pasteur noir né libre dans l'Église épiscopale méthodiste africaine et est devenu évêque en 1888.
Les parents de Tanner valorisaient l'éducation, et ces points de vue ont influencé son travail. Tous deux sont diplômés de l'Avery College, ont dirigé des écoles et ont veillé à ce que Tanner lui-même reçoive une éducation rigoureuse. Tanner a également été influencé par l'ami de la famille et éducateur Booker T. Washington, avec qui il partageait la conviction que les compétences permettant de gagner sa vie devaient être transmises d'une génération à l'autre. La question de la race est un autre facteur qui a affecté Tanner : il a été influencé par le travail de son père, qui comprenait des conférences sur l'identité raciale et des sermons d'église qui soulignaient un sentiment d'injustice raciale,.
Tanner étudie avec Thomas Eakins à l'Académie des Beaux-Arts de Pennsylvanie à partir de 1879, dont il est l'un des premiers étudiants noirs. À partir de l'été 1888, Tanner passe du temps à Highlands (Caroline du Nord), dans les montagnes Blue Ridge, où il espère gagner sa vie grâce à la photographie et améliorer sa santé. En 1889, il ouvre un magasin de photographie à Atlanta (Géorgie), mais retourne en été dans les Highlands où il photographie les Afro-Américains locaux. The Banjo Lesson puis The Thankful Poor (1894) semblent tous deux être basés sur les mêmes personnes que Tanner avait photographiées à cette époque avant de s'installer à Paris en 1891. Les deux tableaux ont été réalisés après que Tanner est rentré aux États-Unis à l'été 1893 pour se remettre d'une fièvre typhoïde mais avant son retour à Paris en 1894,.
Une influence possible sur l'œuvre est le poème A Banjo Song de l'écrivain afro-américain Paul Laurence Dunbar, inclus dans son premier livre Oak and Ivy imprimé en petite édition privée en 1892, alors que le poète était âgé de 20 ans, et que Dunbar a peut-être récité à l'Exposition universelle de 1893, où Tanner a donné une conférence. Tanner a écrit : « À [mon avis], tous les artistes qui ont représenté la vie des Noirs n'en ont vu que le côté comique et ridicule, et ont manqué de sympathie et d'appréciation pour le grand cœur chaud qui habite un extérieur si rude. » Il n'est pas clair si la peinture a été complètement réalisée à Philadelphie (il est suggéré que le tableau ou une étude a été exposée dans cette ville au début de 1894), ou si elle n'a été qu'achevée après son retour à Paris.[réf. nécessaire]

### Représentations des Afro-Américains par Tanner
Lorsque Tanner retourne aux États-Unis en juillet 1893, il constate que les relations raciales ne se sont pas améliorées au cours des deux années précédentes. Particulièrement ému par le nombre croissant de lynchages d'Afro-Américains (en), Tanner s'engage dans le mouvement des droits civiques, et les spécialistes pensent qu'il est devenu plus sensible aux questions raciales. Il s'est tourné vers les sujets afro-américains pour ses peintures de genre, devenant ainsi le premier Afro-Américain à le faire. Les représentations artistiques antérieures des Afro-Américains provenaient principalement de peintres blancs, mais Tanner considérait que nombre de ces interprétations laissaient à désirer,. Il a donc décidé d'utiliser sa connaissance intime du sujet pour peindre ses propres scènes de la vie afro-américaine. Tanner lui-même a écrit à la troisième personne que :

« Depuis son retour d'Europe, il [Tanner] a peint principalement des sujets noirs, il se sent attiré par ces sujets en raison de la nouveauté du domaine et du désir de représenter le côté sérieux et pathétique de la vie parmi eux, et il pense que, toutes choses égales par ailleurs, celui qui a le plus de sympathie pour ses sujets obtiendra les meilleurs résultats. À son avis, beaucoup d'artistes qui ont représenté la vie des Noirs n'en ont vu que le côté comique et ridicule, et n'ont pas eu la sympathie ni l'appréciation du grand cœur chaud qui habite un extérieur aussi rude,. »

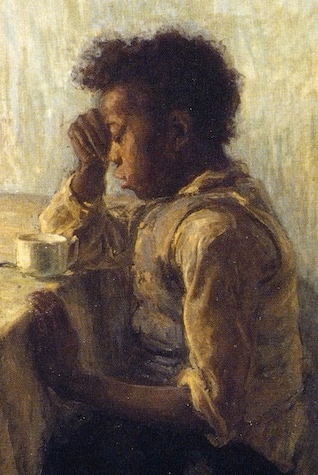
Détail du garçon de The Thankful Poor.

La première grande œuvre de genre de Tanner mettant en scène des Afro-Américains est The Banjo Lesson, qu'il a achevée en octobre 1893. La représentation d'un jeune garçon à qui un vieil homme apprend à jouer du banjo met à mal l'association populaire du banjo avec des ménestrels noirs simplistes en dépeignant au contraire un « véritable partage de la tradition culturelle noire ». Certains critiques ne semblaient pas conscients de l'intention de Tanner de subvertir les stéréotypes conventionnels des Afro-Américains. Par exemple, un rédacteur d'art du Philadelphia Evening Telegraph (en), tout en faisant l'éloge de la technique artistique de Tanner, a qualifié le sujet âgé du tableau de « vieil Oncle Ned ». L'historien de l'art Naurice Frank Woods pense que ces réactions désobligeantes à The Banjo Lesson ont conduit Tanner à se demander si ses peintures pouvaient changer quoi que ce soit à la perception des Afro-Américains par le public. Néanmoins, dans The Thankful Poor, Tanner a incorporé ses convictions sur l'éducation et la race dans une autre tentative de présenter la culture afro-américaine sous un jour positif.

## Accueil initial et place dans la carrière de Tanner
Tanner expose The Banjo Lesson et The Thankful Poor d'avril à mai 1894 à la galerie James S. Earle and Sons de Philadelphie,,. Tanner a reçu des commentaires favorables de la part des critiques, l'un d'entre eux qualifiant The Thankful Poor d'« œuvre importante » et faisant l'éloge de son exécution. Cependant, une critique par ailleurs élogieuse du tableau de Tanner dans le Philadelphia Inquirer était à connotation raciale et utilisait un terme péjoratif pour décrire l'homme âgé. Le correspondant artistique qui a écrit cette critique a probablement écrit une critique tout aussi élogieuse mais stéréotypée de The Banjo Lesson un an plus tôt. Au retour de Tanner à Paris en 1894, The Banjo Lesson devient sa première œuvre acceptée au Salon de Paris, où elle obtient une place honorable. The Thankful Poor n'a pas bénéficié d'un accueil similaire. Woods écrit que « si The Banjo Lesson est restée l'objet d'un examen approfondi et de l'adoration du public, The Thankful Poor s'est attardé, sans le mériter, dans son ombre emblématique. »

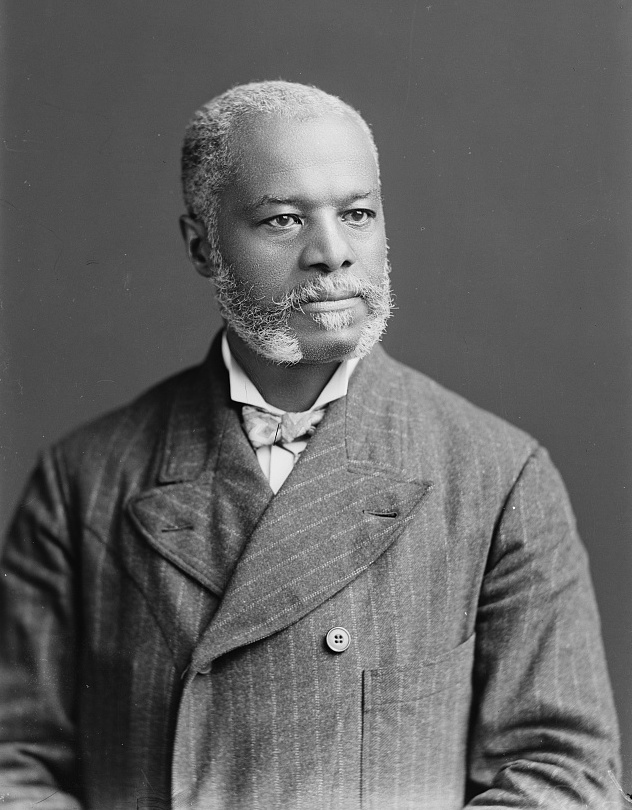
William Sanders Scarborough en 1903.

Après la présentation de The Banjo Lesson, beaucoup de gens — y compris l'ami de la famille et éminent spécialiste des questions afro-américaines William Sanders Scarborough (en) — s'attendaient à ce que Tanner continue à lutter contre les stéréotypes noirs à travers son art. Scarborough lui-même a commenté : « Lorsque The Banjo Lesson apparaît, beaucoup d'amis de la race espéraient sincèrement qu'un portrait de la vie des Noirs par un artiste noir était apparu en effet [...] pour contrebalancer [...] l'absurde et le grotesque les plus extravagants. Mais ce n'était pas le cas. ».
Malgré son soutien et son succès critique, Tanner s'est éloigné de la peinture d'Afro-Américains après avoir terminé The Thankful Poor, faisant ainsi de cette œuvre la dernière scène de genre connue de Tanner sur cette thématique,. Woods émet l'hypothèse qu'un manque de ventes, associé à des références raciales désobligeantes dans des critiques telles que celle du Philadelphia Inquirer, a conduit Tanner à considérer ses deux peintures de genre comme « une expérience ratée ». Woods note que l'acceptation de The Banjo Lesson au Salon n'a guère favorisé la vente des œuvres de genre de Tanner aux États-Unis, trouvant plus de succès critique et commercial dans les peintures de paysages et les scènes bibliques. Une exposition rétrospective organisée à New York en 1908 n'incluait pas La leçon de banjo.[réf. souhaitée] Tanner est donc « simplement passé » à d'autres sujets. Scarborough suggère également que le rejet par Tanner des sujets noirs découlait à la fois de ses convictions religieuses et du désir de son père qu'il devienne un peintre religieux. Dans les années qui ont suivi The Thankful Poor, Tanner est devenu un peintre religieux, trouvant davantage de succès critique et commercial avec des scènes bibliques. Tanner a déclaré à propos de ce changement :

« Ce n'est pas par hasard que j'ai choisi d'être un peintre religieux. Je ne doute pas d'avoir hérité du sentiment religieux, et j'en suis heureux, mais j'ai aussi décidé et j'espère une foi religieuse intelligente qui n'est pas due à un héritage mais à ma propre conviction. Je crois en ma religion. J'ai choisi le caractère de mon art parce qu'il transmet mon message et raconte ce que je veux dire à ma propre génération et laisser à l'avenir. »

Le tableau a été acheté par Robert Curtis Ogden (en), qui en a fait don à l'Institut de Hampton (aujourd'hui l'Université de Hampton) en novembre 1894. Il fait toujours partie de la collection du musée de l'Université de Hampton, à Hampton (Virginie). Un tableau similaire, The Bagpipe Lesson (1892), représentant un jeune s'exerçant à jouer de la cornemuse à côté d'un pommier en fleurs dans le nord de la France, a également été présenté au Hampton Institute en 1894 ; une étude se trouve au Smithsonian American Art Museum.

## Connexions avec d'autres œuvres de Tanner
The Banjo Lesson fait preuve d'un réalisme et d'un respect pour ses sujets similaires à ceux de The Thankful Poor. Les deux œuvres partagent un cadre domestique et mettent l'accent sur les relations intergénérationnelles. De plus, il existe un thème commun d'éducation : l'éducation dans The Banjo Lesson est une leçon de musique tandis que l'éducation dans The Thankful Poor est un jeune garçon qui imite la prière de son aîné. De même, Woods écrit que les deux tableaux « restent inextricablement liés par leur motivation créative, leur exécution technique et leur attention aux questions raciales », et l'historienne de l'art Judith Wilson parle de la paire comme d'un « ensemble d'arguments imbriqués ».

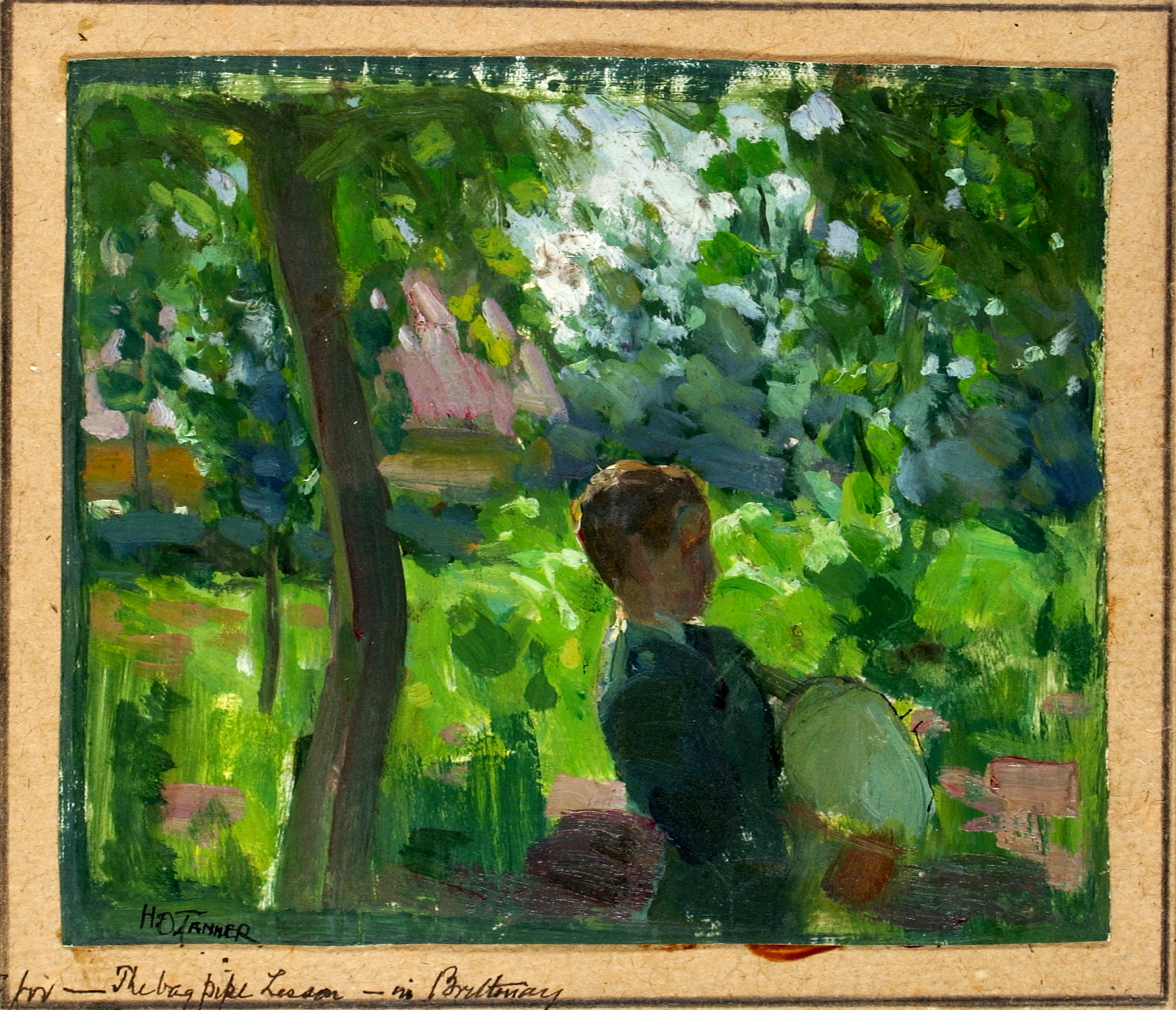
Étude pour The Bagpipe Lesson
(1892, Smithsonian American Art Museum).

L'historien de l'art Albert Boime estime que l'étude du Young Sabot Maker au revers n'est pas une coïncidence. Il suggère qu'il existe une continuité thématique entre les deux tableaux, comme en témoigne la présence d'un aîné et d'un jeune dans les deux œuvres. Bien que la version finale de The Young Sabot Maker ne mette pas en scène des Afro-Américains comme The Banjo Lesson et The Thankful Poor, Boime note que dans l'étude finale de la première, l'apprenti et le maître « semblent être d'origine afro-américaine ». Les similitudes se poursuivent dans le thème sous-jacent de l'éducation, que The Young Sabot Maker partage avec The Thankful Poor et The Banjo Lesson,.